# Кутурчинское Белогорье
Кутурчинское Белогорье — горный хребет протяженностью около 80 км в России, в Красноярском крае, в пределах Восточного Саяна. Максимальная высота  — 1876 м, гора Алат — 1765 м.
Хребет расположен между рекой Маной и её правым притоком Миной.
Имеются скальные выходы  — Манские Столбы, обильны каменные осыпи — курумники.
Растительность  — темнохвойная тайга, выше 1500 м —  кедрово-пихтовое редколесье, перемежающееся участками тундры.